# 6373 Stern
6373 Stern (1986 EZ) là một tiểu hành tinh vành đai chính được phát hiện ngày 5 tháng 3 năm 1986 bởi E. Bowell ở Anderson Mesa.